# Connettore Faston
Un connettore faston è un tipo di connettore elettrico a lama usato sia in elettronica sia in elettrotecnica. Sono robusti ed economici, realizzati in molteplici varianti e per questo sono presenti in numerose apparecchiature.
La loro apparizione risale agli anni 1960; il loro nome deriva dal nomignolo inglese "FastOn" (cioè veloci da montare) con cui comparvero per la prima volta nei cataloghi della società statunitense AMP incorporated, azienda che era allora tra i maggiori produttori al mondo nel settore dei connettori e dei sistemi di connessione senza saldatura.

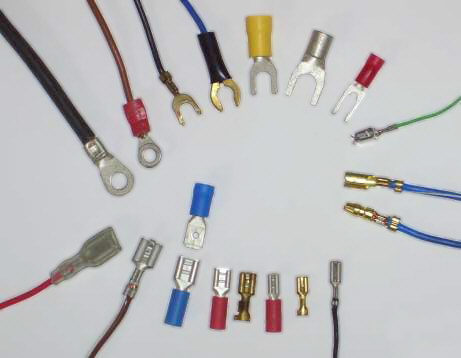
Connettori da crimpare al cavo: in basso connettori faston di vari tipi e dimensioni

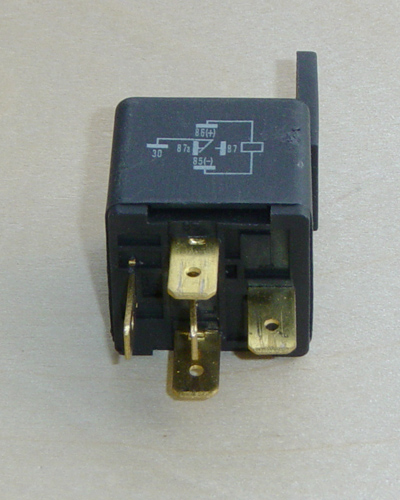
Relè per uso automobilistico con cinque connettori faston maschi

## Caratteristiche
Viene realizzato in entrambi i generi:
- maschi - hanno una lama piatta dritta.
- femmine - la lama si ricurva sui fianchi in modo da trattenere la lama del maschio.

## Colori
- Rosso per cavi che variano da 0,25 mm² a 1 mm²
- Blu per cavi che variano da 1,5 mm² a 2,5 mm²
- Giallo per cavi da 4 a 6 mm²

## Connessione
Sono disponibili modelli per vari tipi di connessione:
- crimpatura - sono i più diffusi: alla base della lama hanno una zona dove è possibile crimpare un filo elettrico
- circuito stampato - alla base della lama hanno un'aletta forata o due terminali per la saldatura
- con vite o bullone - alla base del maschio è presente un'aletta forata per consentire il collegamento elettrico / meccanico con il dispositivo da connettere (es.: batteria). Foto esempio connettore faston con foro

## Tipologia
Per quanto riguarda l'isolamento elettrico si possono distinguere:
- nudi[1] - lama e connessione non hanno nessun isolamento
- parzialmente isolati[2] - solo la zona della crimpatura è ricoperta da un isolante che migliora anche la resistenza meccanica della connessione
- isolati[3] - sono protetti con un guscio in materiale plastico che ricopre interamente il connettore

Nei modelli parzialmente isolati la ricopertura della connessione può essere rigida o in materiale termoretraibile.

## Dimensioni
I faston vengono caratterizzati dalla larghezza della lama espressa in millimetri. La scelta è molto ampia (può variare da circa 1,5 mm a 9,5 mm). I più comuni sono:
- 1,5 - connettori dalla forma quasi quadrata per segnali o potenze molto ridotte. Nei modelli parzialmente isolati o isolati tipicamente viene usato il colore rosso.
- 2,8 - connettori per segnali o potenze ridotte. Nei modelli parzialmente isolati o isolati tipicamente viene usato il colore rosso.
- 4,7/4,8 - connettori per potenze intermedie. Nei modelli parzialmente isolati o isolati tipicamente viene usato il colore blu. (T1)
- 6,3/6,4 - connettori per potenze elevate. Nei modelli parzialmente isolati o isolati tipicamente viene usato il colore giallo. (T2)
- 9,5 - connettori per potenze molto elevate. È possibile vederli in alcuni relè automobilistici da 50 ampere o più.

I colori rosso, blu e giallo possono anche essere identificativi delle sezioni di cavo accettate dal faston: il colore rosso per cavi di sezione da 0,25 a 1 mm², il blu da 1,5 a 2,5 mm² e il giallo da 4 a 6 mm²

## Costruzione
In base alle connessioni disponibili i faston possono essere classificati:
- singolo - presentano un'unica lama (maschio o femmina)
- doppio[7] - caratterizza i connettori con più lame. Tra i più comuni il modello femmina con maschio (rivolto all'indietro)
- multiplo - in un unico contenitore in materiale isolante sono presenti più faston[8]

## Materiali
I materiali usati per il corpo metallico conduttivo sono:
- ottone grezzo - per le versioni più economiche (è soggetto a corrosione)
- ottone stagnato - migliora la resistenza alla corrosione e alle alte temperature (120 °C)
- acciaio nichelato e inox - resistenti alla corrosione e alle alte temperature.